# Ixodes spinicoxalis
Ixodes spinicoxalis este o specie de căpușe din genul Ixodes, familia Ixodidae, descrisă de Neumann în anul 1899. Conform Catalogue of Life specia Ixodes spinicoxalis nu are subspecii cunoscute.